# Gran Premio della Possenta
Le Gran Premio Fiera della Possenta est une course cycliste italienne disputée au mois de mars autour de Possenta (it), frazione de la commune de Ceresara (Lombardie). Cette épreuve est organisée par l'UC Ceresarese. Elle se déroule sur un circuit entièrement plat d'un peu moins de cinq kilomètres à 25 tours,. 
Le Grand Prix compte à son palmarès de nombreux sprinteurs qui sont ensuite passés dans les rangs professionnels, comme Danilo Napolitano, Jacopo Guarnieri, Giacomo Nizzolo ou encore Niccolò Bonifazio.

## Palmarès
| Année     | Vainqueur              | Deuxième              | Troisième               |
| --------- | ---------------------- | --------------------- | ----------------------- |
| 1981      | Guerrino Biondi        | Claudio Girlanda      | Aldo Borgato            |
| 1982-1995 | ?                      | ?                     | ?                       |
| 1996      | Ermanno Tonoli         |                       |                         |
| 1997      | Marco Cannone          |                       |                         |
| 1998      | Raffaele Bosi          | Kurt Asle Arvesen     | Fabio Borgonovo         |
| 1999      | Nicola Chesini         |                       |                         |
| 2000-2002 | ?                      | ?                     | ?                       |
| 2003      | Samuele Marzoli        | Danilo Napolitano     | Paride Grillo           |
| 2004      | Danilo Napolitano      | Roberto Ferrari       | Daniele Callegarin      |
| 2005      | Gianluca Geremia       |                       |                         |
| 2006      | Vladimir Zagorodny     | Enrico Rossi          | Marco Giuseppe Baro     |
| 2007      | Edoardo Costanzi       | Mauro Abel Richeze    | Alessandro Bernardini   |
| 2008      | Jacopo Guarnieri       | Andrea Grendene       | Andriy Kutalo           |
| 2009      | Filippo Baggio         | Andrea Piechele       | Nicola Galli            |
| 2010      | Giacomo Nizzolo        | Andrea Guardini       | Matteo Pelucchi         |
| 2011      | Christian Delle Stelle | Cristian Rossi        | Davide Gomirato         |
| 2012      | Rino Gasparrini        | Nicola Ruffoni        | Alberto Cecchin         |
| 2013      | Niccolò Bonifazio      | Alessandro Forner     | Sebastiano Dal Cappello |
| 2014      | Nicolas Marini         | Michael Bresciani     | Giorgio Bocchiola       |
| 2015      | Nicolò Rocchi          | Simone Consonni       | Filippo Ganna           |
| 2016      | Luis Gómez             | Filippo Rocchetti     | Damiano Cima            |
| 2017      | Moreno Marchetti       | Damiano Cima          | Giovanni Lonardi        |
| 2018      | Samuele Zambelli       | Rasmus Byriel         | Francesco Di Felice     |
| 2019      | Gianmarco Begnoni      | Yuri Colonna          | Sergey Rostovtsev       |
| 2020      | pas de course          | pas de course         | pas de course           |
| 2021      | Davide Persico         | Michael Minali        | Samuel Quaranta         |
| 2022      | Tommaso Nencini        | Francesco Della Lunga | Valter Ghigino          |
| 2023      | Matteo Zurlo           | Simone Lucca          | Tommaso Nencini         |
| 2024      | Simone Griggion        | Matteo Zurlo          | Tommaso Cafueri         |
| 2025      | Simone Lucca           | Thomas Gamba          | Sebastián Ruiz          |